# Nagavali
Die Nagavali (auch Nagabali, Oriya ନାଗାବଳୀ ନଦୀ, Telugu నాగావళి నది) ist ein Fluss im Osten Indiens in den Bundesstaaten Odisha und Andhra Pradesh.
Die Nagavali entspringt in den Bijipur Hills, einem Höhenzug der Ostghats, auf etwa 800 m Höhe im Distrikt Kalahandi in Odisha.
Sie durchschneidet anfangs die Gebirgsketten der Ostghats in östlicher Richtung. Anschließend wendet sie sich nach Süden. Sie passiert die Distrikthauptstadt Rayagada und erreicht nach 125 km Andhra Pradesh.
Die Nagavali wird von der Thotapalli-Staustufe zu einem Stausee aufgestaut.
Der rechte Nebenfluss Suvarnamukhi wird kurz vor dessen Einmündung in die Nagavali von der Madduvalasa-Talsperre aufgestaut.
Die Nagavali fließt 2 km südlich an der Stadt Palakonda vorbei. Die Vansadhara fließt im Unterlauf  12 km weiter östlich parallel zur Nagavali.
Die Nagavali durchfließt die Großstadt Srikakulam und erreicht schließlich nach weiteren 10 km den Golf von Bengalen.
Die Nagavali ist 217 km lang. Ihr Einzugsgebiet umfasst 9275 km², wovon 4500 km² in Odisha und 4775 km² in Andhra Pradesh liegen. Der Fluss wird zur Bewässerung genutzt.